# Ортлес (горный массив)
О́ртлес, также О́ртлер (итал. Ortles-Cevedale, нем. Ortler-Alpen) — горный массив в восточной Швейцарии и северной Италии, часть Южных Известняковых Альп, расположен к югу от Центральных Восточных Альп.
Высшая точка массива — гора Ортлес, вершина которой находится на высоте 3905 м над уровнем моря. Другие высочайшие вершины — Гран-Цебру (3851 м), Чеведале (3769 м), Цебру (3735 м) и Палон-де-Ламаре (3703 м). Геологически Массив сложен преимущественно известняками и доломитами, в периферийной части преобладают слюдистыми и кристаллическими сланцами. В массиве около 60 ледников.
На склонах до высоты 2300 м находятся лиственные и хвойные леса и кустарники, выше расположен пояс альпийских лугов, вершины покрыты вечными снегами. В Ортлесе находятся истоки рек Адда, Адидже и Ольо.